# Die Heilung durch den Geist
Die Heilung durch den Geist ist eine 1931 erschienene Trilogie von Stefan Zweig. Sie umfasst die Biographien dreier Persönlichkeiten, die sich mit dem Verhältnis von Gesundheit und Krankheit zu Geist und Religion auseinandergesetzt haben: Franz Anton Mesmer, Mary Baker-Eddy und Sigmund Freud. Zweig begann die Arbeit an den Texten 1930 während einer Italienreise und schloss sie im Laufe des Jahres in Hamburg ab. Er widmete das Werk dem Physiker Albert Einstein.

## Inhalt
Ähnlich wie in seinen drei Jahre zuvor erschienenen Sternstunden der Menschheit, die ursprünglich fünf Lebensbeschreibungen umfassten, geht es Zweig nicht um die Wiedergabe von Daten und historischen Analysen. Seine Darstellungen sind novellistisch zugespitzte Erzählungen, in deren Mittelpunkt jeweils eine biographisch überhöhte Person steht, die ihren Beitrag zu einem für die gesamte Menschheit grundlegenden Gebiet geleistet hat. Dennoch will der Autor nicht für eine der von ihm beschriebenen Personen und medizinischen Richtungen Partei ergreifen. Er schreibt in der Einleitung:

„So hoffe ich, indem ich ausschließlich aus psychologischer Gestaltungsfreude diese Gestalten darstelle, unabhängig geblieben und im Bilde Mesmers nicht Mesmerist, in jenem Baker-Eddys nicht Christian-Scientist, in jenem Freuds nicht restloser Psychoanalytiker geworden zu sein.“

Zweig gehörte neben Thomas Mann und Hermann Hesse zu den ersten deutschen Schriftstellern, die sich zu Freuds Lehren bekannten und sich in ihren eigenen Werken mit ihnen auseinandersetzten. Er selbst besuchte Sprechstunden bei Freud. In Die Heilung durch den Geist zielt er weniger darauf ab, Freuds Lehre darzustellen, sondern eher darauf, sie geistesgeschichtlich einzuordnen. Besonders positiv äußert er sich über ihren aufklärerischen Charakter.
Schon früh in der Geschichte der Menschheit hatte der Gedanke an Heilung von Krankheiten etwas mit der Religion und dem Glauben an spirituelle Kräfte zu tun. Die Menschen glaubten an Götter und erwarteten sich Hilfe von den Priestern. Später jedoch fand man heraus, dass Heilung auch an Materielles geknüpft sein kann. Heilpflanzen halfen dem Menschen bei allen möglichen Erkrankungen.
Die Zeit der Aufklärung hatte zwar große Fortschritte auf dem Gebiet der Medizin gebracht,
seelisch bedingten Erkrankungen stand man aber auch im 18. Jahrhundert hilflos gegenüber. Franz Anton Mesmer kam nach Wien, um an den neuesten medizinischen Erkenntnissen teilzuhaben und wurde Schüler des Leibarztes von Maria Theresia, Gerard van Swieten. Durch seine Versuche mit Magnetsteinen, später durch die Anwendung von Suggestionskraft, konnte er vielfach die Selbstheilungskräfte der Menschen aktivieren. Ein Weg zur Heilung durch den Geist war gefunden.
Die Amerikanerin Mary Baker-Eddy glaubte, dass man jede Krankheit überwinden kann, wenn man sie nur begreift. Sie entwickelte daraus in den folgenden Jahren ihre Theologie der Christian Science und veröffentlichte 1875 ihr Hauptwerk Wissenschaft und Gesundheit mit Schlüssel zur Heiligen Schrift. Zweig zeigt sich offen für ihre Ideen, steht ihr jedoch nicht unkritisch gegenüber. So merkt er an, dass Glaube und Geschäft offensichtlich gut zusammenpassen.
Stefan Zweig will mit diesem Buch keine wissenschaftliche Studie darlegen, sondern die Möglichkeiten geistig-seelischer Heilung veranschaulichen.

## Rezeption
Bei der Kritik kam das Buch nur teilweise gut an. Sigmund Freud lobte den Mesmer-Essay, fand Mary Baker-Eddy jedoch bei weitem zu vorteilhaft dargestellt. Grundsätzlich gefiel es ihm wohl weniger, „in Gesellschaft von Mesmer und Mary Eddy Baker vor die Öffentlichkeit“ gebracht zu werden. Immerhin  gab er seiner „Befriedigung Ausdruck“, dass Zweig „das Wichtigste an meinem Fall richtig erkannt“ habe, auch wenn er „das kleinbürgerlich korrekte Element an mir allzu ausschließlich“ betone. „Ich weiß von der Kleinkunst her daß das Format den Künstler zu Vereinfachungen und Weglassungen nötigt, aber dann entsteht leicht ein falsches Bild … Ich gehe wahrscheinlich nicht irre in der Annahme, daß Ihnen der Inhalt der psa. Lehre bis zur Abfassung des Buches fremd war. Umso mehr Anerkennung verdient es, daß Sie sich seither soviel zu eigen gemacht haben.“
Rezensenten des Bandes lobten gerade die distanzierte Zurückhaltung Zweigs gegenüber der Psychoanalyse. In der Zweig-Forschung wird der Freud-Essay teilweise als eine Form der Selbstanalyse rezipiert.

## Ausgaben
- Die Heilung durch den Geist. Mesmer, Mary Baker-Eddy, Freud. Insel, Leipzig 1931.
- Die Heilung durch den Geist. Mesmer, Mary Baker-Eddy, Freud. S. Fischer, Frankfurt am Main 1982, ISBN 3-10-097052-7. (= Gesammelte Werke in Einzelbänden, 12). Ständige Reprints in vielen Verlagen (gemeinfrei)

## Belege
1. 1 2  D. A. Prater: European of Yesterday – A Biography of Stefan Zweig. Clarendon Press, Oxford 1972, S. 187 f.
2. ↑  Arnold Bauer: Stefan Zweig. Morgenbuch, Berlin 1996, S. 55 f.
3. 1 2  Joseph Strelka: Stefan Zweig – Freier Geist der Menschlichkeit. Österreichischer Bundesverlag, Wien 1981, S. 73 f.
4. ↑  Letter from Sigmund Freud to Stefan Zweig, February 7, 1931. Psychoanalytic Electronic Publishing (engl.)
5. ↑  Thomas Anz: Verwirrung der Gefühle. Stefan Zweig und Sigmund Freud. literaturkritik.de